# Белолобый личинкоед-свистун
Белолобый личинкоед-свистун (лат. Lalage nigra) — вид воробьиных птиц из  семейства личинкоедовых (Campephagidae). Выделяют три подвида. Распространены в Азии: Бруней, Индия, Индонезия, Малайзия, Филиппины, Сингапур и Таиланд. Международный союз охраны природы присвоил этому виду охранный статус «вызывающие наименьшие опасения» (LC).

## Таксономия
В 1760 году французский зоолог  Матюрен Жак Бриссон включил описание и иллюстрацию белолобого личинкоеда-свистуна во второй том своей Ornithologie, основываясь на образце, собранном в Ост-Индии. Он использовал французское имя Le Merle des Indes и латинское название Merula Indica. Хотя Бриссон придумал латинское название, оно не соответствовало требованиям  Биноминальной номенклатуры и не было признано  Международной комиссией по зоологической номенклатуре. В 1781 году валлийский натуралист Томас Пеннант предложил для этого вида латинское название Turdus niger и процитировал работу Бриссона. В 1922 году американским зоологом Ауртамом Бэнгсом типовое местонахождение было ограничено Сингапуром.

## Описание
Белолобый личинкоед-свистун достигает длины 16,5—18 см и массы от 20 до 31 г. Выражен половой диморфизм. У взрослых самцов номинативного подвида лоб, темя, затылок, мантия и лопатки глянцево-чёрные. Широкая надбровная дуга белого цвета. От основания клюва через глаз идёт чёрная полоса, доходящая до кроющих ушей; остальная часть головы белая. Спина, надхвостье и кроющие перья хвоста голубовато-серые, кроющие перья хвоста немного темнее с белыми кончиками. Крылышко, малые кроющие перья и первостепенные кроющие перья крыла чёрные, средние и большие кроющие перья белые. Маховые перья чёрные, второстепенные маховые перья с широкой белой бахромой, внутренние первостепенные маховые перья с белыми кончиками. Рулевые перья чёрные с белыми кончиками, крайние рулевые перья белые, за исключением черной базальной половины внутреннего опахала. Горло и нижняя часть тела, включая подмышечные впадины и испод кроющих перьев крыла, белые. Грудь бледно-серая, радужная оболочка тёмно-коричневая, клюв и ноги чёрные.
У взрослых самок чёрные участки оперения заменены серовато-коричневыми. Спина, надхвостье и кроющие перья хвоста серого цвета с пепельным оттенком. Белые края и кончики кроющих перьев и маховых перьев более узкие, чем у самца. Внутренние рулевые перья в основном серовато-коричневые. Нижняя часть тела серовато-коричневая с узкими тёмными полосками. 
Молодые особи похожи на самок, но верхняя часть тела более коричневая, с тонкой желтовато-белой бахромой из перьев, первостепенные маховые перья с более широкими белыми кончиками, внутренние рулевые перья полностью серовато-коричневые, боковые стороны горла, грудь и нижние кроющие перья хвоста имеют черноватые полосы. Неполовозрелые особи похожи на взрослую самку. 
Подвиды различаются главным образом по оперению самок: у самок L. n. striga шапочка и мантия более коричневые, чем у представителей других подвидов; подвид L. n. davisoni самый мелкий, у самок верхняя часть тела более серая.
Вокализация представлена гнусавыми нотами, например, «chaka-chevu», «whéék-chuk» и т. п.; дребезжащими «wheek chechechecheche-chuk»; а также «kew kew», за которым следуют 2—8 нисходящих «kyhek» или «chack». Контактная позывка — ноющий звук «whier».

## Места обитания
Белолобый личинкоед-свистун предпочитает открытые лесные массивы, опушки лесов, сельскохозяйственные угодья, обочины дорог и сады в деревнях и городах, плантации, прибрежные кустарники, мангровые заросли и рощи казуарины (Casuarina). Встречается от уровня моря до высоты 1000 м над уровнем моря; один раз встречен на высоте 1550 м на Малайском полуострове. Преимущественно оседлый вид. Зарегистрированы сезонные миграции в Сингапуре.

## Биология
Белолобый личинкоед-свистун охотится поодиночке, парами или небольшими стайками. В состав рациона входят членистоногие, в основном насекомые и гусеницы чешуекрылых; а также фрукты и мелкие ягоды (например, молочайных и рода Брейния). 
Питается на всех уровнях деревьев, реже на кустах и живых изгородях; добывает добычу в основном на листве, но также на мёртвых или безлистных ветках. Насекомых ловит, взлетая с присады. Иногда охотится на земле, подбирая добычу в низкорослых зарослях травы.
Белолобый личинкоед-свистун размножается в мае на Никобарских островах, в феврале—августе на Малайском полуострове, в феврале—апреле и июне—августе на Суматре, в июне на Борнео и в мае—июне на Филиппинах. Гнездо представляет собой открытую чашечку из травы, волокон, игл казуарины и т.п., обвязанную снаружи паутиной. Гнездо располагается на открытой, но недоступной горизонтальной ветке, покрытой лишайником, на высоте 3—9 м над землей. В кладке 2—3 яйца; информация о сроках инкубации и оперения отсутствует; птенцов выкармливают оба родителя.

## Подвиды и распространение
Выделяют три подвида:
- Lalage nigra davisoni Kloss, 1926 – Никобарские острова
- Lalage nigra striga (Horsfield, 1821) – юг Таиланда, Малайский полуостров, Сингапур, Суматра, острова Ниас, Банка и Белитунг, Ява, Каримунджава и Бали
- Lalage nigra nigra (Pennant, 1781) – Калимантан и близлежащие острова, Филиппины

## Охранный статус
Международный союз охраны природы присвоил этому виду охранный статус «вызывающие наименьшие опасения» (LC). Хотя точная численность популяции не определена, птицы считаются достаточно обычными в местах своего обитания, например, на южных и западных прибрежных равнинах Малайского полуострова и на Больших Зондских островах. Редок на юге Таиланда и Никобарских островах.